# Cygnusbogen
Der Cygnusbogen, englisch Cygnus Loop, ist ein Supernova-Überrest im Sternbild Schwan.
Der Emissionsnebel erstreckt sich über einen Himmelsausschnitt von ungefähr drei Grad. Er ist rund 1.500 Lichtjahre von der Erde entfernt und gliedert sich in mehrere Abschnitte. Sein bekanntester Teil ist der Cirrusnebel im optischen Spektrum. Zugehörige Objekte sind unter anderem NGC 6960, NGC 6974, NGC 6979, NGC 6992, NGC 6995 und IC 1340.